# Assumpció Casals i Rovira
Assumpció Casals i Rovira (Barcelona, 17 de gener de 1896 − Barcelona, 23 de gener de 1975) va ser una primera actriu catalana, filla de l'actor Enric Casals i Molas i Carme Rovira i Peris.

## Biografia
Des de petita va viure el teatre intensament. Als 14 anys actuà al Teatre Romea al drama Lo ferrer de tall, de Pitarra. Va debutar el 1921 amb l'obra La vida bohèmia, d'Amichatis i Joaquim Montero. Va esdevenir primera actriu a la companyia d'Enric Borràs. Va treballar al costat de totes les grans figures escèniques de la seva època: Margarida Xirgu, Rafael Calvo, Josep Santpere i Pei, etc. Va ser una de les actrius predilectes d'Àngel Guimerà, del qual en va estrenar algunes peces, com Jesús que torna (1917), i va fer algunes pel·lícules al cinema espanyol, com Los ángeles de seda y oro (1918) i Al margen de la ley (1935).
El 1920 ja tenia companyia pròpia, amb Josep Bruguera. En la dècada de 1930 va actuar a Madrid, als teatres Cómico amb Shanghai, de John Colton, i al Reina Victoria, amb El crimen de Juan Anderson, d’Annie Wisse. El 1934 formava part de la Companyia Catalana de Grans Espectacles com a primera actriu, al costat de Josep Clapera o Maria Morera. I el 1935 va viatjar a l'Amèrica del Sud en una gira teatral. El 1938 es va exiliar a França i va passar després a Cuba i finalment a Mèxic, on va representar obres per a l'Agrupació Catalana d'Art Dramàtic, vinculada a l'Orfeó Català de Mèxic, dirigit aleshores per Avel·lí Artís i Balaguer. També va intervenir en alguns films mexicans.
No va tornar a Catalunya fins a finals dels anys 40, amb companyia pròpia i interpretant en català al Teatre Victòria (Barcelona) La Pepa se'ns vol casar, d'Alexandre Puig, i Refugi de pecadors, de Lluís Elias (1949). Va continuar actuant al Teatre Romea de Barcelona durant els anys seixanta i part dels setanta.
Al gener de 1913 es va casar a Manacor amb el també actor Joaquim Torrents i Ferrers, de qui es va divorciar el desembre de 1935. Es va tornar a casar després amb el tenor i actor de cinema Josep Riera i Goula (conegut com a Josep Goula) amb qui va coincidir als escenaris en la companyia teatral d’Enric Borràs.

## Trajectòria professional
Cinema
- 1913. Magda, d'Albert Marro
- 1918. La herencia del diablo, de Domènec Ceret
- 1919. Los arlequines de seda y oro, de Ramón de Baños
- 1935. Al margen de la ley, d'Ignasi Iquino
- 1942. Regalo de Reyes (pel·lícula a Mèxic)
- 1942. Dulce madre mía (pel·lícula a Mèxic)
- 1943. El médico de las locas (pel·lícula a Mèxic)
- 1944. El niño de las monjas (pel·lícula a Mèxic)
- 1944. Porfirio Díaz (pel·lícula a Mèxic)
- 1945. La morena de mi copla (pel·lícula a Mèxic)

Teatre
- 1910, 25 de novembre. En el paper de Betty, 16 anys, a l'obra El magistrat, de Arthur Wing Pinero. Estrenada al teatre Romea de Barcelona.
- 1917. 1 de març. En el paper de Gladys a l'obra Jesús que torna, d'Àngel Guimerà, estrenat al teatre Novedades
- 1917. 13 d’octubre. En el paper d’Irene a l'obra Els nàufrags, de Santiago Rusiñol, Estrenada al Teatre Novedades
- 1917, 15 novembre. En el paper de Clarícia de Médici, a l'obra El cardenal, de Louis N. Parker. Estrenada al teatre Novetats de Barcelona.1
- 1917. 13 de desembre. En el paper de Baalia a l'obra Indíbil i Mandoni, d'Àngel Guimerà, estrenada al teatre Barcelona
- 1950. La reina del mercat, d'Alfons Roure. Teatre Talia (Barcelona).
- 1950. La florista de la Rambla, d'Alfons Roure.
- 1950. El dret a la vida, d'Alfons Roure.
- 1951. La forastera, d'Antonio Román
- 1964. La mare, de Santiago Rusiñol. Teatre Romea.
- 1964. Clar de luna a Montjuïc, de Joan Cumellas. Teatre Romea.
- 1965. Clementina no rellisquis, de Joan Cumellas. Companyia de Josefina Güell, amb Alady. Teatre Candilejas.
- 1965. Història d'un mirall, de Cecília A. Màntua, amb Mario Cabré. Teatre Romea.

## Fons
El seu fons es conserva al Centre de Documentació i Museu de les Arts Escèniques i consta part de les seves obres, a banda de documents personals i administratius. A més a més també hi trobarem fotografies i correspondència.